# Luminara di San Ranieri

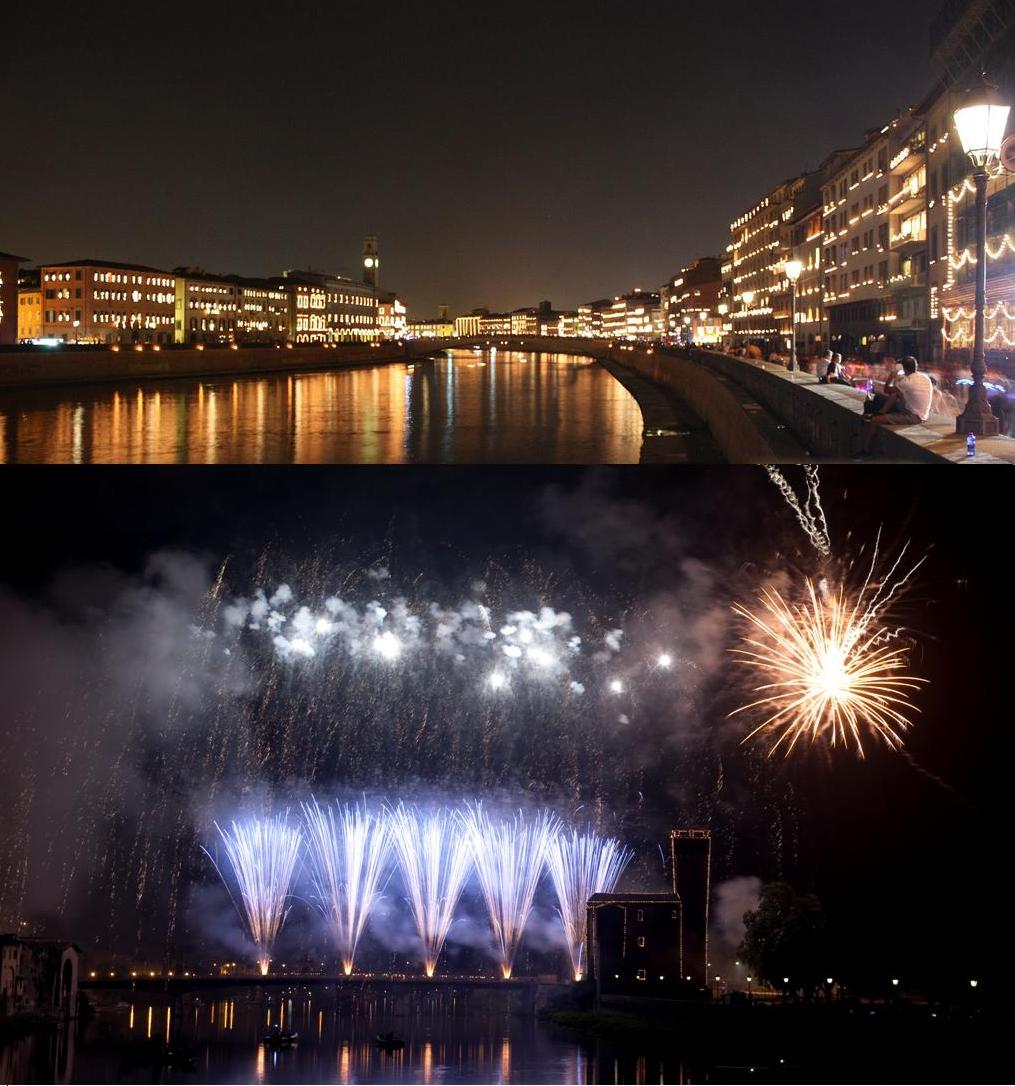
La Luminara nel 2009

La Luminara di San Ranieri (vernacolo pisano per «luminaria») è una festa cittadina che si svolge a Pisa la sera del 16 giugno di ogni anno, vigilia di San Ranieri, patrono della città. Rientra nei festeggiamenti del Giugno Pisano.

## Storia
Il 25 marzo 1688, nella cappella del Duomo di Pisa, intitolata all'Incoronata, venne solennemente collocata l'urna che contiene il corpo di Ranieri degli Scaccieri, Patrono della città, morto in santità nel 1161. Cosimo III de' Medici aveva infatti voluto che l'antica urna contenente la reliquia fosse sostituita con una più moderna e fastosa. La traslazione dell'urna fu l'occasione per una memorabile festa cittadina, dalla quale, secondo la tradizione, ebbe inizio la triennale illuminazione di Pisa che dapprima si chiamò illuminazione e poi, nell'Ottocento, Luminara.
L'idea di celebrare una festa illuminando la città con lampade ad olio non fu tuttavia un'invenzione del momento, ma una consuetudine nata da tempo ed affermata gradualmente col passare degli anni. Il primo documento storico attestante la tradizione della luminara risale al 1337.
La luminara veniva proposta anche in occasione di altri avvenimenti particolarmente solenni o festosi, non necessariamente legati al culto del Santo Patrono. Ad esempio, ne venne organizzata una in onore di Vittoria della Rovere in concomitanza della festa notturna per il carnevale del 1539, mentre il 14 giugno del 1662 l'illuminazione fu allestita in onore di Margherita Luisa principessa d'Orleans e sposa di Cosimo III che transitava da Pisa per recarsi a Firenze. Più recentemente una edizione straordinaria è stata effettuata il 31 dicembre 1999 per festeggiare il nuovo millennio.
Nata come illuminazione delle finestre di case, per il passaggio dei cortei o processioni, la Luminara, seguendo le nuove fantasie scenografiche del tempo, andò configurandosi, nel Settecento, come libera architettura luminosa applicata agli edifici, dei quali sempre meno rispettava le reali strutture, inventando forme bizzarre che trasformavano la città, e specialmente il Lungarno, in uno scenario teatrale di effetto fantasmagorico. In alcuni edifici l'illuminazione continuava comunque ad avere la funzione di sottolineare le strutture esistenti.

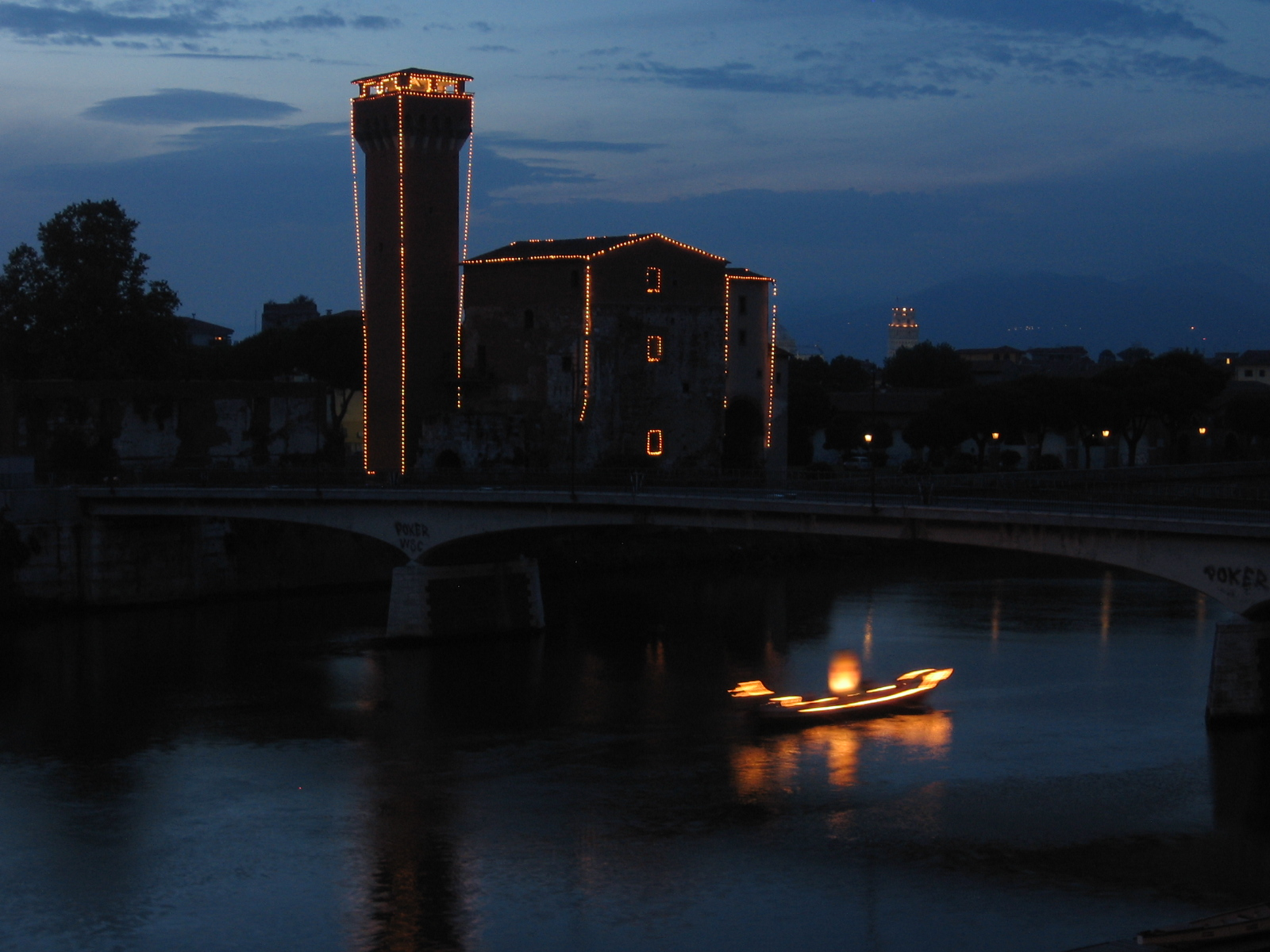
San Ranieri, passando davanti alla cittadella vecchia

Le vicende della Luminara hanno seguito costantemente quelle della città. Abolita nel 1867, venne ripristinata nel 1937 in occasione della ripresa del Gioco del Ponte e sospesa durante la seconda guerra mondiale. Si tornò ad allestire la Luminara per la festa di San Ranieri del 1952 e la tradizione durò stavolta fino al 1966. Nel novembre di quell'anno la violenza dell'alluvione provocò il crollo del Ponte Solferino e di lunghi tratti del Lungarno. Si ebbe quindi una nuova interruzione della Luminara, che venne ripresa solo nel giugno 1969.
A causa della pandemia di Covid-19 l'evento è stato sospeso, per la seconda volta, negli anni 2020 e 2021.

## Versione moderna

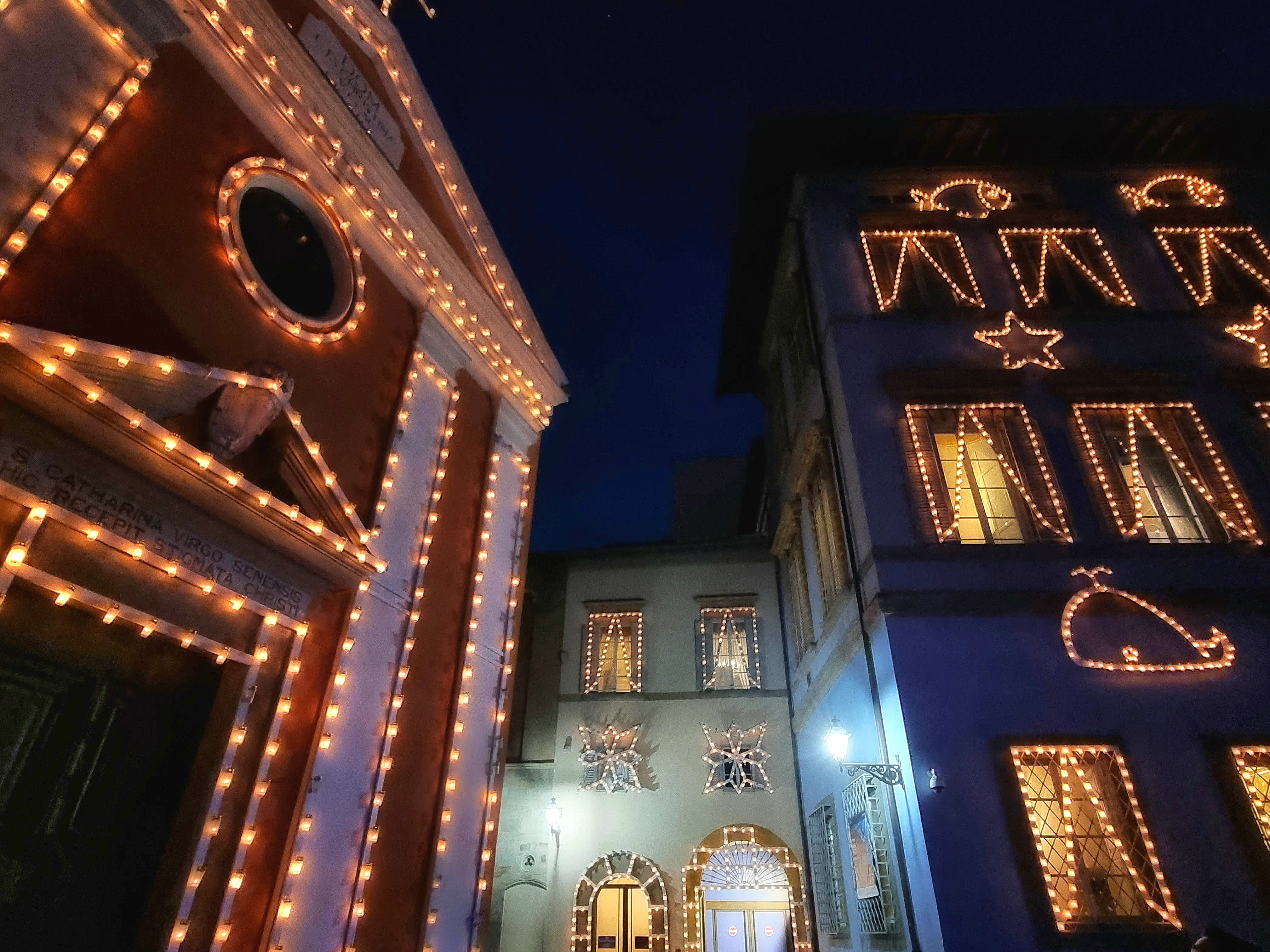
Palazzi addobbati con lumini

Ogni anno circa 100 000 lumini vengono posti su telai in legno (detti biancheria) che vanno a disegnare le forme architettoniche di chiese, palazzi e torri dei lungarni. Tale tipo di decorazione, una volta molto comune, si trova ormai usuale solo a Lucca, per l’Esaltazione della Santa Croce, e a Pisa. Unica eccezione rispetto a questo scenario è la Torre di Pisa, illuminata altrettanto arcaicamente con padelle ad olio, collocate anche sulle merlature delle mura urbane, nel tratto che racchiude la piazza del Duomo. L'attività richiede un centinaio di addetti per essere preparata.
Vengono usati lumi che grazie alla fabbricazione particolare hanno una fiamma molto luminosa e resistente al vento. Per molti anni sono stati usati dentro bicchieri di vetro. 
Dal 1999 per motivi di sicurezza i bicchieri di vetro sono stati sostituiti con speciali bicchieri di plastica trasparente dalla forma conica adatti agli anelli di metallo della biancheria. Contemporaneamente diventa ininterrotta la fornitura completa dell'antica Cereria Graziani – fondata in Livorno nel 1805 – che precedentemente forniva in alternanza con altri fornitori.
Dopo l'accensione vengono deposti nell'Arno ed affidati alla corrente i lumi galleggianti, che con lo spegnimento dell'illuminazione pubblica e privata, offrono un'atmosfera suggestiva. Da molti anni la serata viene conclusa con una serie di fuochi d'artificio sparati intorno alle undici di sera dalla Cittadella e dal ponte vicino, oltre che, negli ultimi anni, anche da alcune chiatte disposte sul fiume Arno.
Le celebrazioni in onore del patrono continuano il giorno successivo nelle acque dell'Arno, dove viene celebrato il "Palio di San Ranieri". Quattro imbarcazioni, che si ispirano alle fregate del mediceo Ordine dei cavalieri di Santo Stefano, dei rispettivi quartieri storici (Santa Maria, San Francesco, San Martino e Sant'Antonio, le cui galee sono rispettivamente dette la celeste, la gialla, la rossa e la verde) si sfidano per la conquista del palio di San Ranieri. I prodieri si devono arrampicare su di una cima per raggiungere il palio in cima al pennone montato su di una chiatta in mezzo al fiume. L'ultimo arrivato ha in premio una coppia di papere.